# Seth Andrews
Seth Andrews (Tulsa (Oklahoma), 12 april 1968) is een Amerikaanse videoproducent, host van de online community en radiopodcast The Thinking Atheist, auteur en een publieke spreker.

## Jeugd
Andrews werd in een christelijk gezin geboren, met ouders die theologie hadden gestudeerd. Hij is een van zes kinderen en heeft een tweelingzus. Andrews werd op 9-jarige leeftijd gedoopt in de Eastwood Baptist Church. Bij Seths vroege opleiding op openbare scholen werd hij geconfronteerd met informatie die strijdig was met de religieuze opvoeding die hem thuis werd gegeven. Daarom besloten zijn ouders hun kinderen over te brengen naar de kleine Temple Christian School (eigendom van een kerk) en later de Eastwood Baptist School. Als studentenleider was Seth actief in schoolfuncties, religieuze reclame, wekelijkse kerkdiensten, de studentenraad en de lokale afdeling van Youth for Christ.

## Carrière als radiohost
Andrews werd een grote fan van hedendaagse christelijke muziek, hetgeen hem later hielp om aan zijn eerste baan in 1990 bij radio KXOJ-FM. Na twee jaar te hebben gewerkt als nachtradiopresentator werd Andrews morning drive-host. Hij werkte bij KXOJ-FM tot 2000. In 1997 deed de dood van Rich Mullins Andrews' geloof op zijn grondvesten daveren. Deze voortijdige dood van een talentvolle christelijke songwriter was moeilijk te verzoenen met zijn opvatting van de principes van het christendom. Later zei Andrews hierover: "Terwijl ik troostende woorden sprak tegen onze luisteraars en bellers [bij KXOJ-FM], had ik grote moeite met het begrijpen van de notie van de God van Matteüs 10, degene die zei dat wij “meer waard zijn dan een hele zwerm mussen,” het zou bedenken of gedogen dat Mullins' aardse leven hem op zo'n zinloze, gruwelijke manier zou worden ontnomen. Waarom zou God Rich Mullins in de schijnwerpers drijven louter om miljoenen fans in rouw te dompelen en zijn familie en vrienden over een gesloten kist laten treuren?" Deze gebeurtenis werd een keerpunt voor hem: "Ik begon de lange, langzame reis op weg naar mijn geloofsafval." Op die reis speelden de gebeurtenissen van 11 september 2001 een cruciale rol in het versterken van Andrews' twijfels over godsdienst. In zijn boek Deconverted bespreekt Andrews wat er die dag gebeurde toen zijn collega's hem vroegen om voor hen te bidden. Toen hij het gebed beëindigde, kwam er een sterke gedachte bij hem op: "We zijn gewoon allemaal onszelf voor de gek aan het houden... Ik vond het belachelijk om te smeken om goddelijke bescherming terwijl er duizenden in stukken gereten lagen tussen het verwrongen staal en kerosine. Iedere goedwillende, alwetende, almachtige godheid had makkelijk kunnen voorkomen dat het vuur van terreur ooit zou worden ontstoken". Tegen 2004 had Andrews het krimpende radioproductiebedrijf verlaten en was met videoproductie voor een lokaal bedrijf begonnen.

## The Thinking Atheist
In 2004 ontdekte Andrews enkele debatten van Christopher Hitchens op YouTube, wat hem aanspoorde en hielp om zijn geloof achter zich te laten. Uiteindelijk kwam hij in 2008 tegenover zijn familie en vrienden "uit de kast" als atheïst.
"En zo was ik ...de rotte appel, een zoon van theologische ouders in Oklahoma, een heiden in de Bible Belt, eenzamer dan ooit eerder in mijn leven. Niemand luisterde. Niemand begreep me. Niemand kon ermee omgaan. En hoewel de kerken om me heen kringen van saamhorigheid, vriendschap en steun voor gelovigen schiepen en vormden, was ik (of ik voelde me tenminste) volkomen geïsoleerd. Afgesneden. Alleen. Ik had geen gemeenschap. Dus, ik besloot er een te bouwen."
Andrews zette de Thinking Atheist-community op, waar hij mensen zoals hij bijeen kon brengen: ongelovigen, skeptici en atheïsten, om informatie uit te wisselen die hij de afgelopen jaren had verzameld, om mensen te helpen hun bijgelovige opvattingen te overwinnen. Hij omschreef het als 'een manier voor mensen om een gezonder leven te leiden door hun twijfels aan te pakken en geloof af te leggen.' Andrews' podcast is erop gericht om stereotypen die aan atheïsme en religie kleven, zoals dat atheïsten boos zijn en gelovigen dom, te weerleggen.
Nadat hij het YouTube-kanaal van The Thinking Atheist had aangemaakt, begon Andrews zelfgemaakte video's te publiceren over een verscheidenheid aan skeptische onderwerpen en ook zijn wekelijkse podcast. In februari 2014 werd The Thinking Atheist de nummer 1 podcast van BlogTalkRadio. Tegen die tijd waren er maandelijks twee miljoen volgers van zijn show.
Naast de reguliere videoproductie op YouTube en de wekelijkse podcast startte Seth ook een The Thinking Atheist-community op Facebook en de website The Thinking Atheist, waar hij veelzijdige informatie verzamelt over argumenteren tegen de Bijbel, waaronder een breed scala van verschillende bronnen en een regelmatig onderhouden blog.
Op de podcast The Thinking Atheist heeft Seth Andrews veel gasten geïnterviewd uit de wereld van wetenschap en seculier activisme, waaronder Michael Shermer, Lawrence Krauss en Richard Dawkins. Andere gasten op Andrews'  podcast waren onder meer ex-dominee Dan Barker, ex-WBC-lid Nathan Phelps, "Friendly Atheist"-blogger Hemant Mehta, straatepistemoloog Peter Boghossian, evolutiebioloog Jerry Coyne, opvoedkundig auteur Dale McGowan, Afro-Amerikaans atheïstisch activist Jamila Bey, astronoom Carolyn Porco van de NASA en feministisch auteur Greta Christina. Zelf is Andrews ook te gast geweest bij verschillende podcasts, zoals Hemant Mehta's Friendly Atheist Podcast, Stefan Molyneux' Freedomain Radio en Dogma Debate.
Als onderdeel van zijn show heeft hij geld opgehaald voor een aantal goede doelen, waaronder Charity: Water en Artsen zonder Grenzen.

## Werken
Andrews heeft tot dusver twee boeken geschreven, Deconverted (2012) en Sacred Cows (2015).

### Deconverted
In december 2012 publiceerde Andrews zijn autobiografische boek Deconverted: A Journey From Religion To Reason, waarin hij zijn persoonlijke ervaring bespreekt tijdens zijn geloofsafval en hoe hij een atheïstisch activist werd. Hij vertelt hoe het is om te worden midden in een Bible Belt-gemeenschap te worden grootgebracht, een dj op een christelijk radiostation te worden, hoe hij twijfels over zijn geloof begon te krijgen, de worsteling die hij onderging op weg naar atheïsme en het scheppen van de Thinking Atheist-community. Paleontoloog Donald Prothero becommentarieerde het boek als volgt: "Andrews schrijft in een vriendelijke, relaxte volkse stijl, net zoals je hem in de uitzending hoort, en dat past goed bij zijn bescheiden verhaal. Hij is niet alleen een goede verhalenverteller en gesprekspartner in zijn radiowerk, maar ook op papier. Andrews' boek is een kort maar zeer vermakelijk om te lezen. Het is vooral interessant voor iedereen die een soortgelijke reis heeft gemaakt van geloof naar ongeloof of graag zou willen weten hoe dat proces werkt".

### Sacred Cows
In juni 2015 publiceerde Andrews zijn tweede boek, Sacred Cows ("Heilige Koeien"), waarin hij met lichtvoetige humor verschillende ideeën, opvattingen en tradities bespreekt die sommige mensen als heilig beschouwen. Hij praat ook over hoe men alle ideeën kritisch zou moeten onderzoeken en niet alles blind vertrouwen. In een recensie voor het tijdschrift Skeptic schreef Donald Prothero: "Met een zachtaardig skeptische toon bekijkt Andrews een lange litanie aan gekke dingen die mensen geloven en doen. In de meeste gevallen probeert hij sympathiek en begrijpend te zijn. Hij probeert altijd om de zaken in perspectief te houden en zijn lezers eraan te herinneren dat hij ooit ook opvattingen huldigde die hij nu vreemd vindt. Maar in andere gevallen is het onmogelijk om geen sarcastische en spottende noot aan te nemen jegens opvattingen die duidelijk flauwekul zijn".

## Publieke spreker

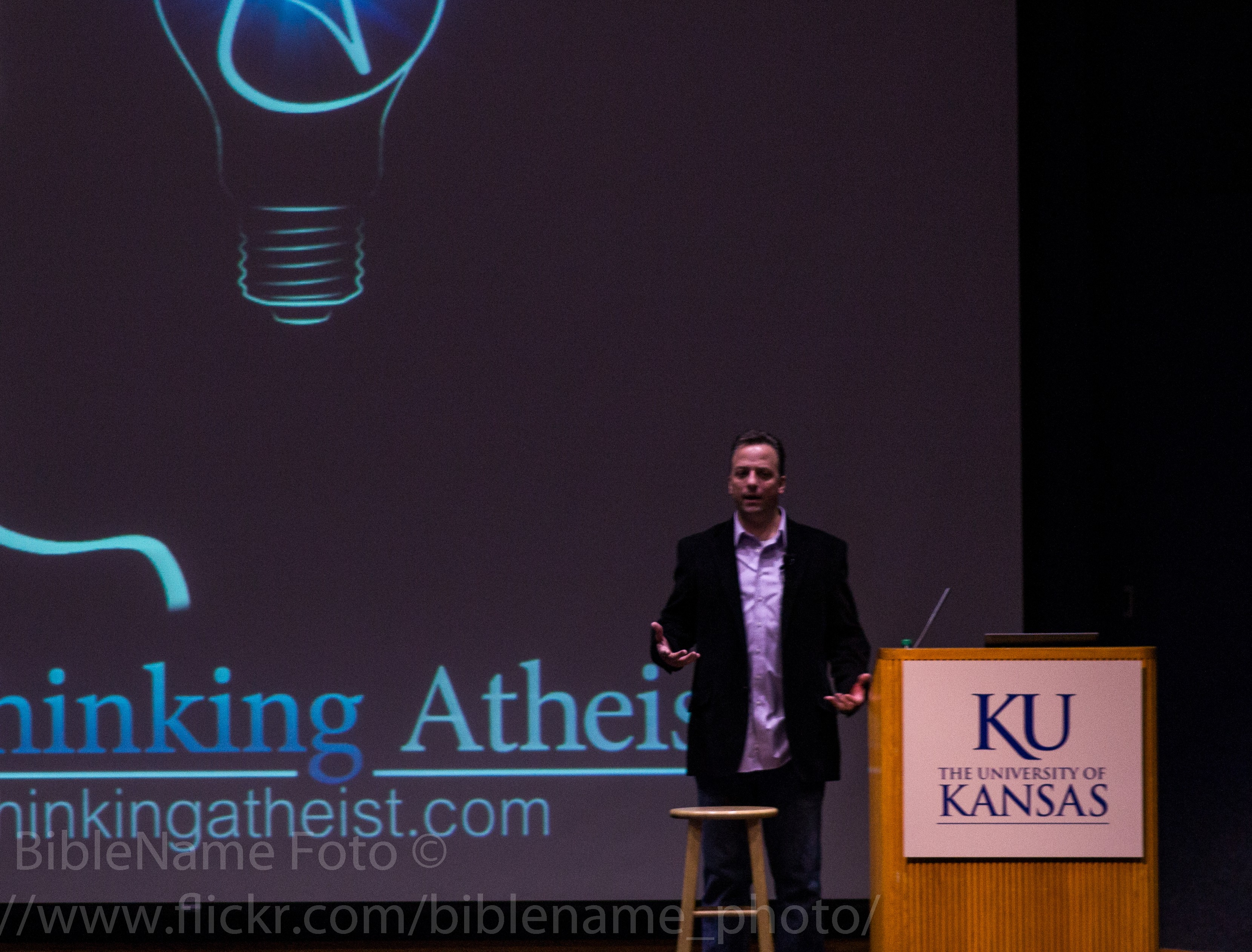
Seth Andrews spreekt op ReasonFest 2013 in de KU.

Andrews is actief betrokken bij de atheïstische en skeptische beweging. Hij reist regelmatig door Amerika om presentaties te geven over verschillende onderwerpen die te maken hebben met atheïsme, religie en skepticisme. Samen met zijn medeactivisten Aron Ra en Matt Dillahunty hield hij in 2014 de Unholy Trinity Tour in de Verenigde Staten, waarmee ze in 2015 naar Australië gingen. Andrews heeft opgetreden op een vele nationale conventies en bijeenkomsten. Recente conferenties waren onder meer:
- Imagine No Religion 2 (2012) en 4 (2014) in Kamloops, Brits-Columbia, Canada[26]
- Atheist Alliance of America International Convention in Boston, 2013[27]
- Apostacon 2013 en 2014[28]
- Reason in the Rock 2012[29]
- FreeOK (Oklahoma Freethought Convention) 2011, 2012, 2013 en 2015[30][31][32][33]
- American Atheist National Convention 2013 en 2014[34]
- Florida Freethough Convention 2013 en 2014[35]

Naast regionale en nationale conventies gaat Andrews ook jaarlijks op tour langs lokale vrijdenkersgroepen voor eendaagse evenementen. Hij is ook op het televisiekanaal AtheistTV geweest gedurende de kersttijd van 2014.

## Erkenning
In 2012 won The Thinking Atheist de Readers' Choice Awards van About.com in de categorieën "Favorite Agnostic / Atheist Website of 2011" en "Favorite Agnostic / Atheist Facebook Page of 2011". In 2013 ontvingen Seth Andrews en The Thinking Atheist de "EVOLVE Award For Excellence in a Podcast" voor het jaar 2012 van American Atheists, met als commentaar dat "Andrews onderwerpen behandelt over de wereld, atheïsme en religie, terwijl hij laat zien dat iemand atheïst kan zijn zonder een mopperkont te zijn." In juli 2013 beval de progressieve christelijke dominee Michael Dowd, die tegen fundamentalisme is, aan om Andrews' lezing "Get Them While They're Young" op FreeOK 2013 te bekijken als een 'rijkelijk geïllustreerde toespraak' over 'de dwangmatige tactieken die steeds vaker worden gebruikt door sommige grote fundamentalistische kerken en organisaties worden gebruikt om kinderen te indoctrineren'. In 2011 werd dezelfde video behandeld in een blogpost van The Guardian, die besprak hoe kerken marketingtactieken gebruiken om kinderen hun ideologie te leren.

## Mening over religie
In 2014 vertelde Andrews aan de Arizona Daily Sun dat hij "een echte gelovige" is geweest, die na een opeenhoping van twijfels op 37-jarige leeftijd zijn opvattingen begon te onderzoeken. Over zijn recente activisme verklaarde hij: "Ik ben geen vijand van religieuze mensen, maar ik zal eerlijk toegeven dat ik wel een vijand van religie ben." Tegen Salon zei hij dat Romeinen 12:9 "Laat uw liefde oprecht zijn. Verafschuw het kwaad en wees het goede toegedaan." is zijn favoriete Bijbelcitaat, omdat hij daarin de boodschap ziet: "Wees geen bedrieger. Streef naar datgene wat een positief resultaat oplevert, voor jezelf en voor anderen. Minacht het kwaad." De uitspraak deed hem denken aan wat Christopher Hitchens zei in zijn boek Letters to a Young Contrarian: "Wees nooit een toeschouwer van oneerlijkheid of onwetendheid. Zoek naar een debat en discussie voor de intrinsieke waarde ervan; het graf zal overvloedig tijd leveren voor stilte."
Desgevraagd liet Andrews weten wat zijn mening was over een van Amerika's bekendste atheïsten, Madalyn Murray O'Hair (door wiens inspanningen er in 1963 een einde kwam aan het verplichte gebed in openbare scholen): "Persoonlijk geef ik de voorkeur aan een andere communicatiestijl, maar we hebben veel aan haar te danken. Madalyn was zo'n voorvechter van het ongeloof dat ze ervoor met haar leven heeft betaald. Ik heb enorm veel bewondering [voor haar]. Ze heeft ongelooflijk veel goed werk gedaan."